# Svenska Amerika Linien

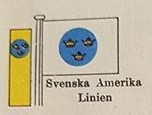
Skorstensmärkning och flagga för Svenska Amerika Linjen.

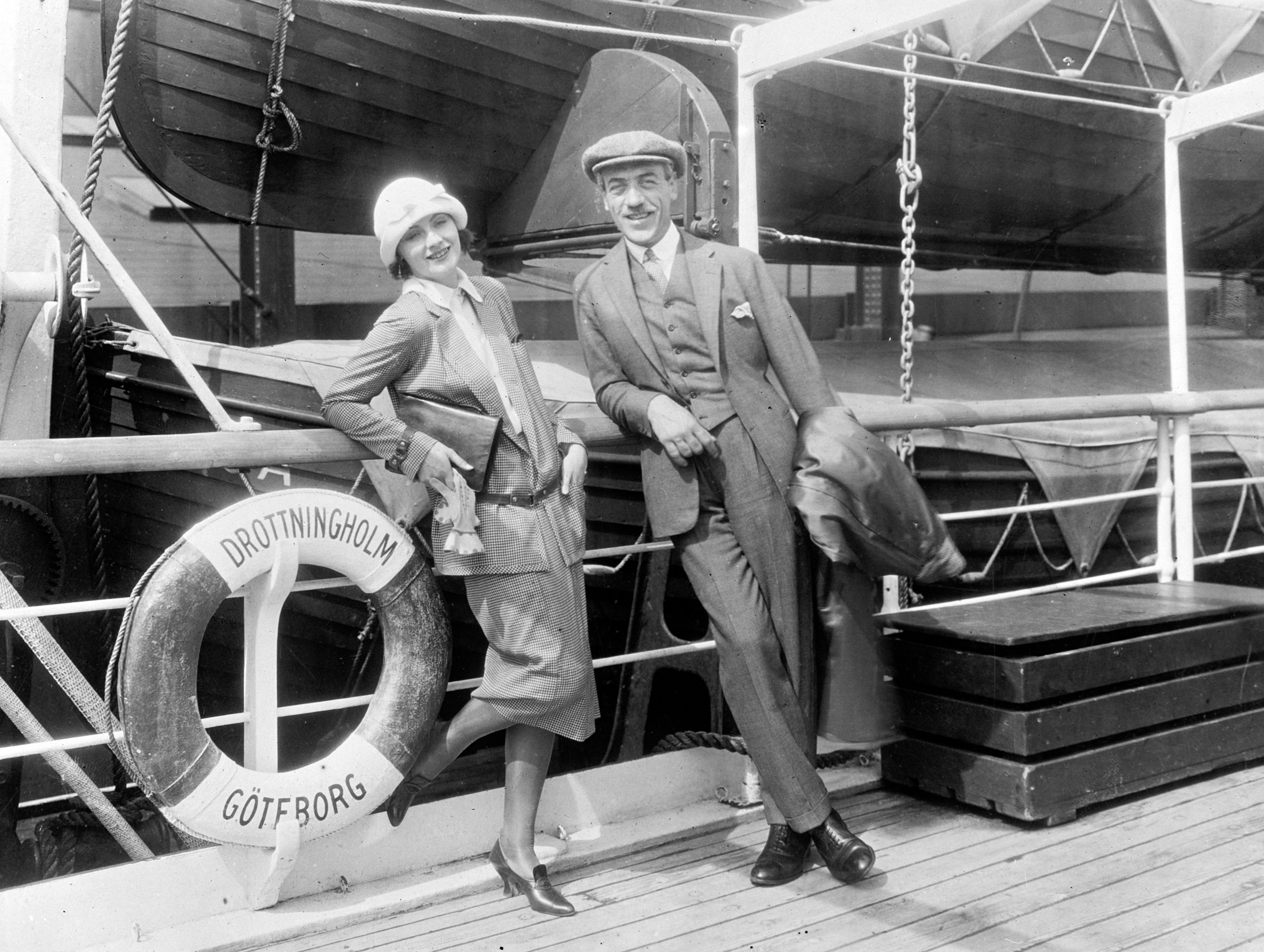
Greta Garbo och Mauritz Stiller ombord på Drottningholm 1925.

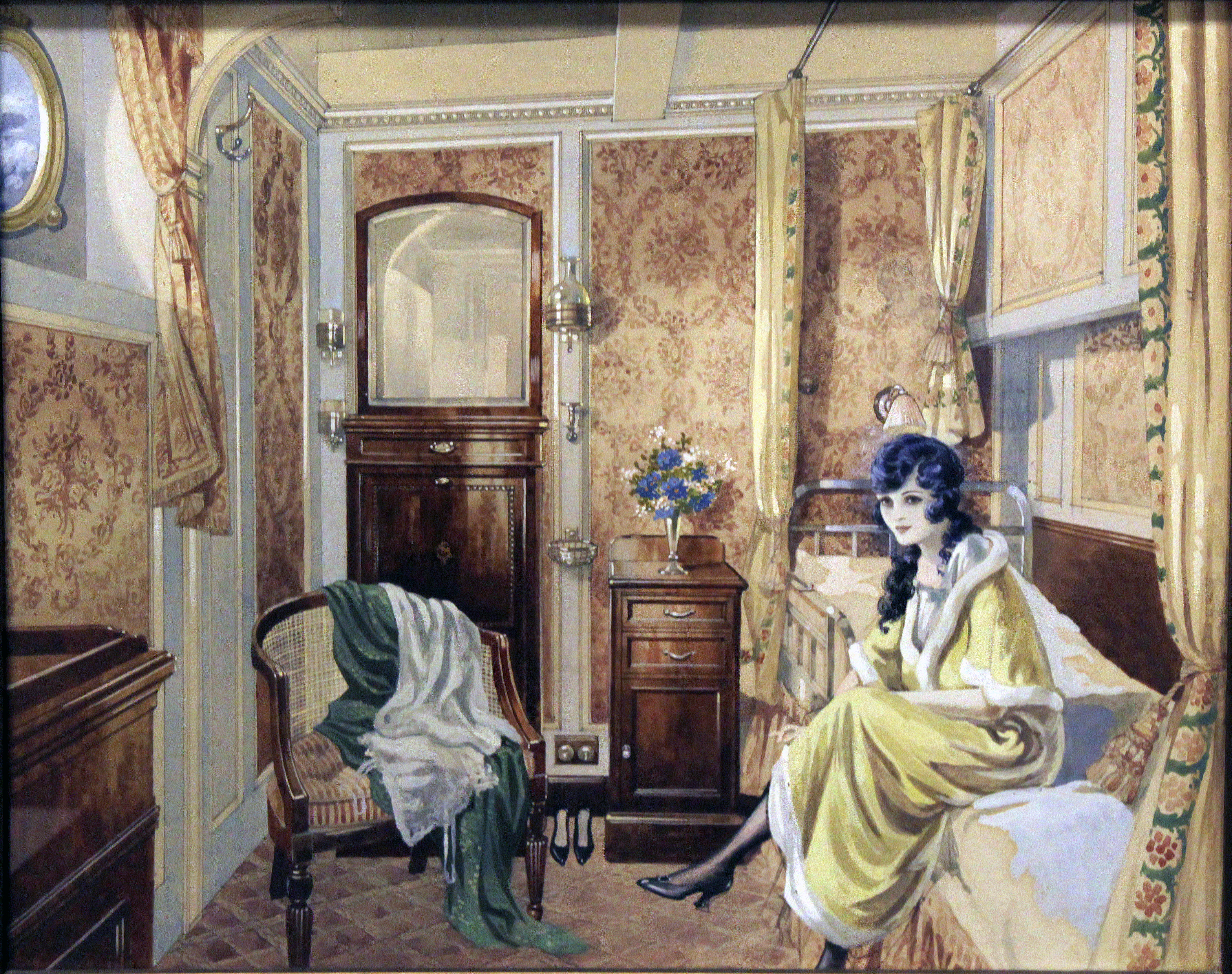
Hytt med bad i första klass ombord fartyget Gripsholm

Svenska Amerika Linien, även förkortat S.A.L. var ett svenskt rederi som ursprungligen började med trafik mellan Göteborg och Nordamerika. Man ägnade sig även åt linjetrafik med gods sedan Svenska Amerika Mexiko Linien införlivats i rederiet 1946.

## Historia

### Världskrigen och mellankrigstiden

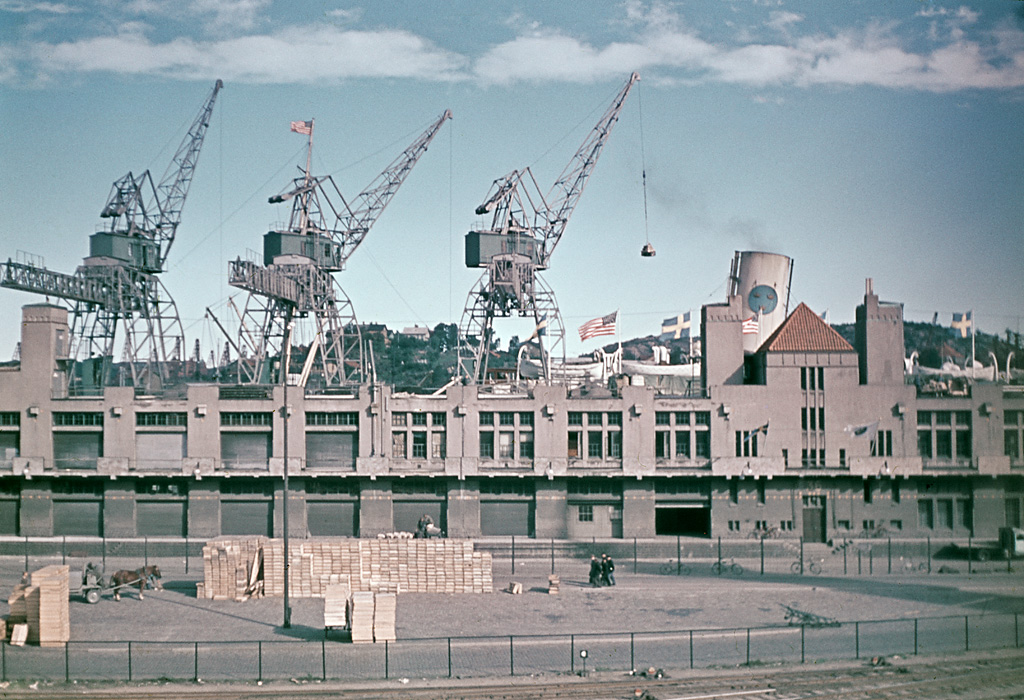
Stigbergskajen i Göteborg där Svenska Amerika Liniens båtar lade till, med terminalen "Amerikaskjulet" och en av rederiets båtar i bakgrunden.

Svenska Amerika Linien etablerades som Rederiaktiebolaget Sverige-Nordamerika år 1915, och dess grundare var skeppsredarna Wilhelm Lundgren och Dan Broström. Den 1 oktober 1915 förvärvade man sitt första fartyg, den holländska ångaren Potsdam, som gör sin första resa till Nordamerika på rutten Göteborg-New York, då omdöpt till S/S Stockholm. Fartyget avgick klockan 13 den 11 december 1915 med 137 passagerare och cirka 150 000 postförsändelser. Kapten var Axel Håkansson, och resan blev ett äventyr genom att "Stockholm" stoppades av engelska örlogsmän och beordrades till Kirkwall för visitation, där all post beslagtogs. Efter tre dygn kunde dock resan fortsätta och "Stockholm" anlände till New York efter en sammanlagd resa på 15 dygn, 10 timmar och 58 minuter. 
På sin andra resa var passagerarantalet uppe i 275 personer och vid den tredje 545 personer. För återresan från New York var passagerarantalet första gången 132 personer, andra gången 137 och 592 vid den tredje resan. Rederiets första bokslut visade på ett nettoöverskott av 623 493 kronor och 32 öre. När S.A.L. 1940 fick stoppa trafiken på grund av kriget hade drygt en halv miljon passagerare rest med Svenska Amerika Lininens fartyg.
Under andra världskriget, från 1942 till krigsslutet var S/S Drottningholm och M/S Gripsholm chartrade av USA:s regering och Röda Korset och tjänstgjorde som utväxlingsfartyg för krigsfångar, diplomater och andra civila internerade. Fartygen hade fri lejd och färdades fullt upplysta över haven. "Gripsholm" gjorde under 1942 respektive 1943 två långa resor för utväxling av japanska medborgare mot västerländska - främst amerikanska - medborgare. Både "Drottningholm" och "Gripsholm" gjorde flera resor mellan den europeiska kontinenten och Storbritannien och USA för utväxling av allierade krigsfångar och civila, mot främst tyska och italienska medborgare.

1946 införlivades också Svenska Amerika Mexiko Linien i Svenska Amerika Linien.

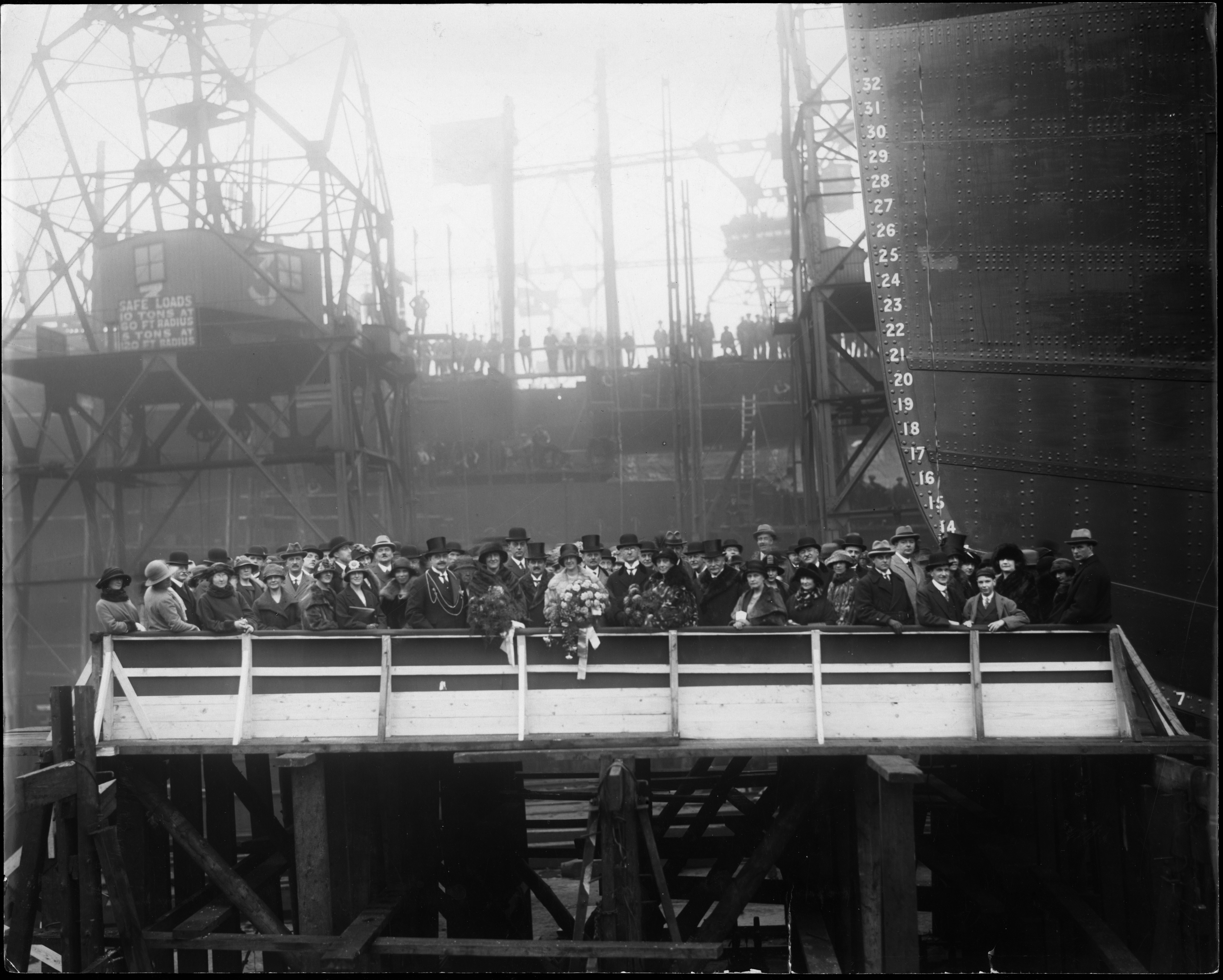
Fartyget Gripsholms stapelavlöpning vid varvet i Newcastle 1924
Färglagd litografi över fartyget Gripsholm från 1923
Ångfartyget Drottningsholms första besök i Göteborg år 1920
Skorstenen målas och kronorna putsas ombord fartyget Drottningholm år 1920
Första klass gymnastiksal på fartyget Gripsholm
Passagerare i väntan på att gå ombord ett av Svenska Amerika Liniens fartyg
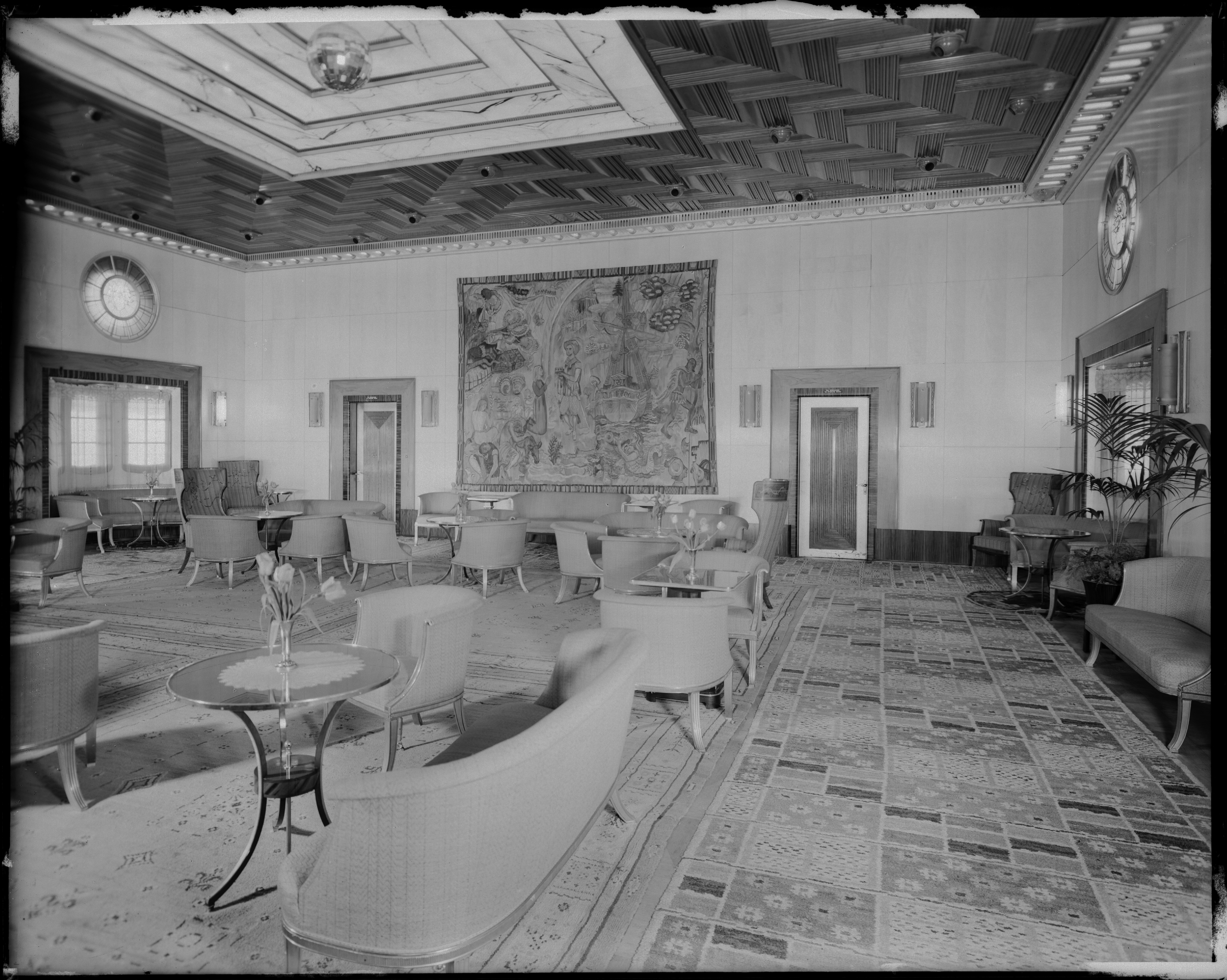
Första klass musikrum och sällskapsrum ombord Kungsholm 1928
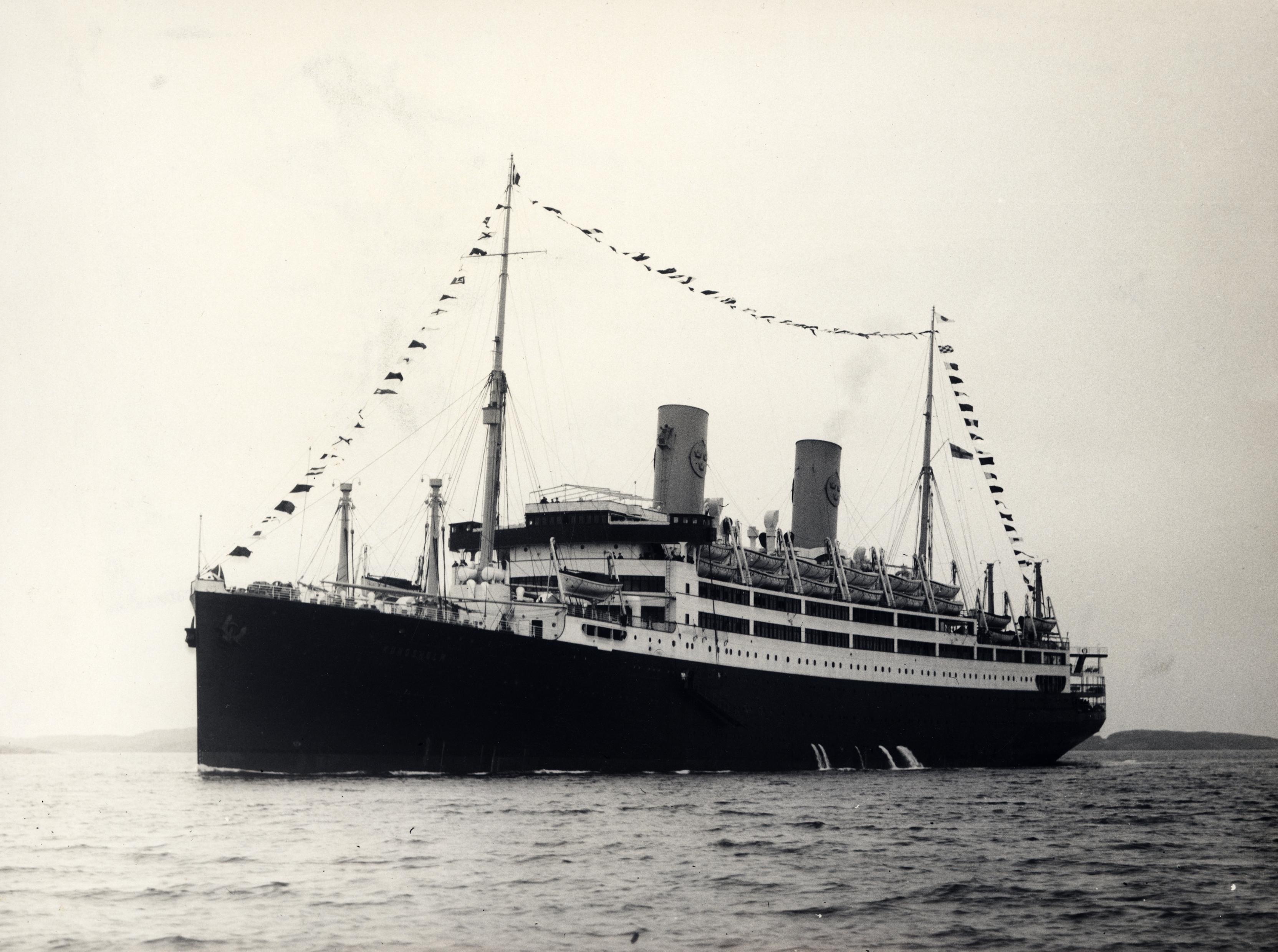
Kungsholm till havs i november 1928
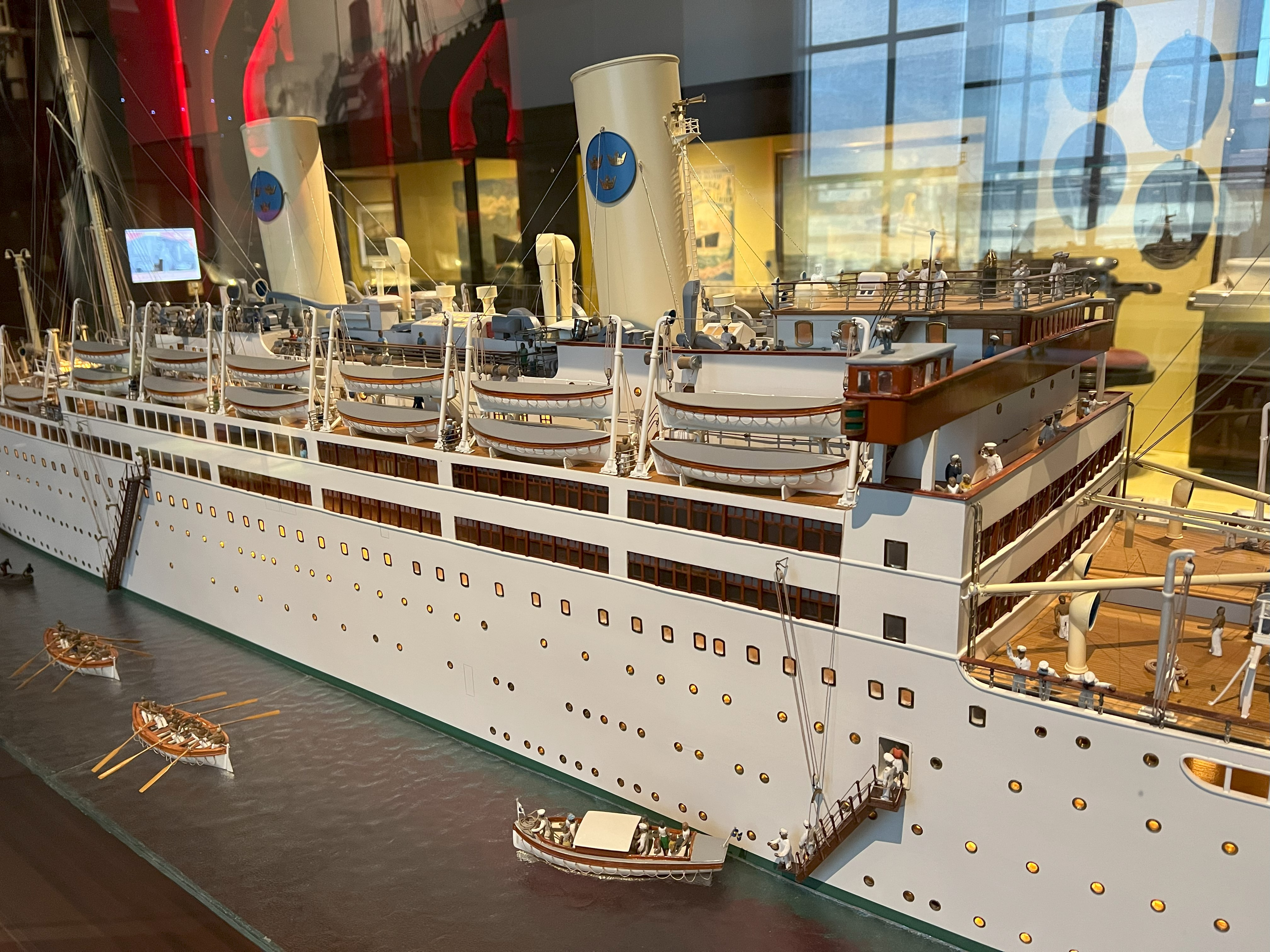
Modell av M/S Kungsholm (1928) på Sjöfartsmuseet Akvariet i Göteborg
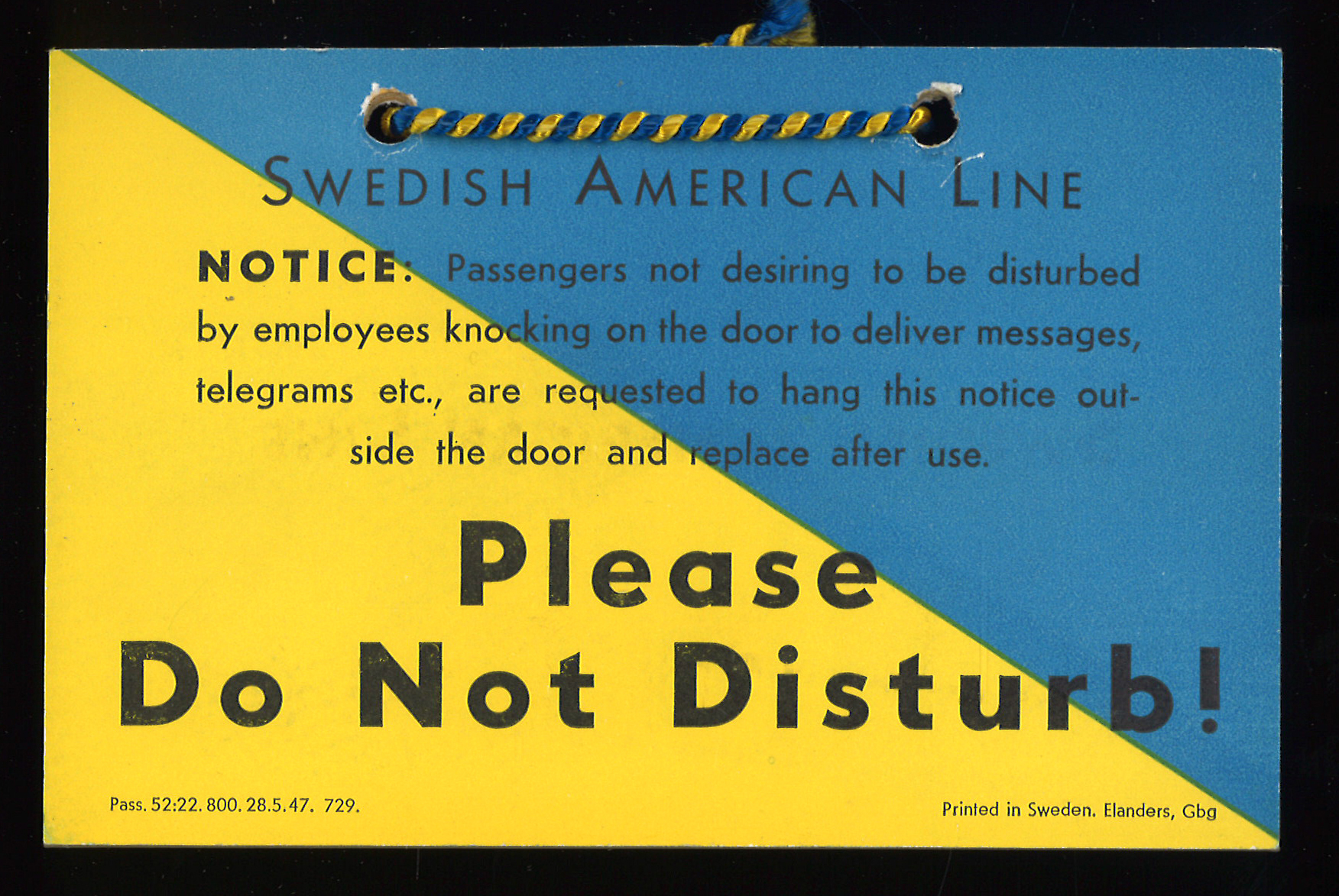
Skylt till hyttdörr från år 1947, använd ombord SALs fartyg

### Efterkrigstiden

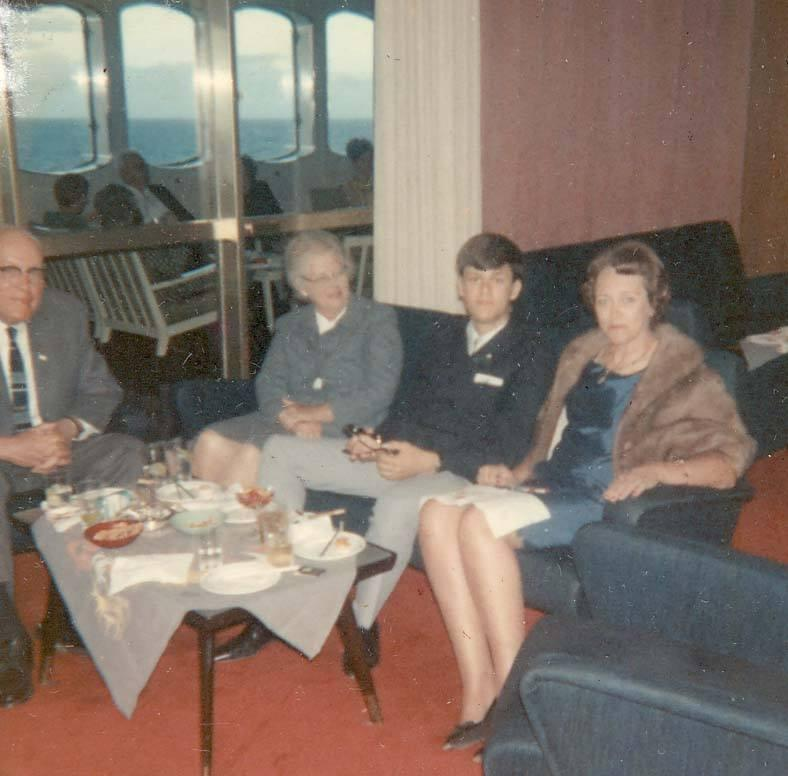
Birgit Ridderstedt med flera ombord på Gripsholm 1966.

Den 25 juli 1956 inträffade en tragisk händelse i rederiets historia, då Svenska Amerika Liniens fartyg M/S Stockholm kolliderade med det italienska fartyget S/S Andrea Doria och 51 personer omkom. 
Omkring 700 personer varslades om uppsägning, då Svenska Amerika Linien den 22 mars 1975 meddelade att deras kryssningsverksamhet skulle upphöra. Företaget lades ned 1975 i samband med att passagerarfartygen Kungsholm och Gripsholm avyttrades. Totalt 1 200 ombordanställda miste sina arbeten.. Bolagets verksamhet är dokumenterad av bland annat Marinmuseet i Varberg.

## Livet ombord
Ett noggrant dagsprogram informerade om de olika aktiviteterna, som lerduveskytte på däck. Hästkapplöpning i salongen samlade många åskådare. 

## Kända passagerare
I april 1957 steg den miljonte resenären ombord på M/S Stockholm (1948). Hans namn var Nels B. Benson. Delawarejubileet firades år 1938 och från svensk sida deltog bland andra kronprins Gustaf (VI) Adolf. Utresan skedde med M/S Kungsholm och returen med M/S Gripsholm. År 1930 reste kung Gustaf V med M/S Kungsholm. 

## Terminaler

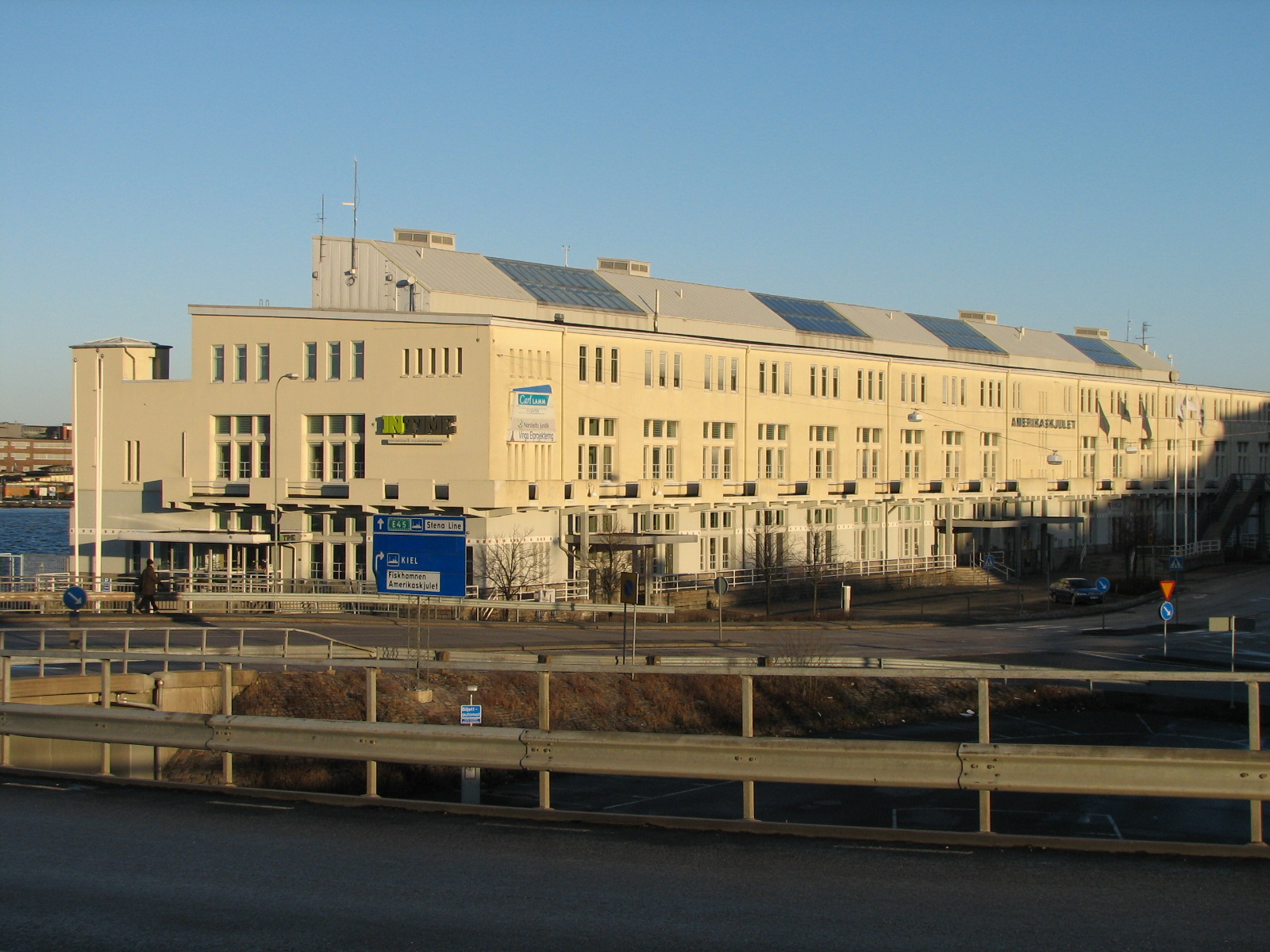
Amerikaskjulet, 2006.

S.A.L:s huvudterminaler låg i Göteborg och New York. Terminalen i Göteborg var det så kallade Amerikaskjulet vid Stigbergskajen. I New York låg terminalen vid Pir 97 i hamnen på Manhattan.

## Fartygslista

### Passagerarfartyg
| Fartyg                | Byggt | I tjänst för SAL | Typ                          | Tonnage               | Noteringar |
| --------------------- | ----- | ---------------- | ---------------------------- | --------------------- | --- |
| S/S Stockholm         | 1900  | 1915–1928        | Oceanångare                  | 12 835 GRT            | Sänkt 1942. |
| S/S Drottningholm     | 1905  | 1920–1946        | Oceanångare                  | 11 285 GRT            | Skrotad 1955. |
| S/S Kungsholm         | 1902  | 1923–1924        | Oceanångare                  | 12 500 GRT            | Skrotad 1928. |
| M/S Borgholm          | 1899  | 1924–1934        | Ångare                       | 518 GRT               | Användes som feederfartyg från Östersjön till Göteborg. Skrotad 1953.                                                                |
| M/S Gripsholm         | 1925  | 1925–1954        | Oceanångare                  | 17 944 GRT 19 105 GRT | Skrotad 1966. |
| M/S Kungsholm         | 1928  | 1928–1942        | Oceanångare                  | 21 250 GRT            | Skrotad 1965. |
| S/S Kastelholm        | 1929  | 1929–1952        | Ångare                       | 921 GRT               | Användes som feederfartyg från Östersjön till Göteborg. Skrotad 1965.                                                                |
| S/S Marieholm         | 1934  | 1934–1940        | Ångare                       | 1 162 GRT             | Användes som feederfartyg från Östersjön till Göteborg.                                                                              |
| M/S Stockholm         | 1938  | aldrig i trafik  | Oceanångare                  | 30 390 GRT            | Förstörd i brand före leverans 1938.                                                                                                 |
| M/S Stockholm         | 1941  | aldrig i trafik  | Oceanångare                  | 30 390 GRT            | Såld till italienska regeringen efter färdigställandet, sänkt 1944.                                                                  |
| M/S Stockholm         | 1948  | 1948–1959        | Fraktfartyg/oceanångare      | 12 165 GRT            | Kolliderade med S/S Andrea Doria 1956. Sedan 2016 som M/S Astoria. Sista turen för Cruise & Maritime Voyages till Norge hösten 2020. |
| M/S Kungsholm         | 1953  | 1953–1965        | Oceanångare/kryssningsfartyg | 21 164 GRT            | Sänkt 1984. |
| M/S Gripsholm         | 1957  | 1957–1975        | Oceanångare/kryssningsfartyg | 23 191 GRT            | Sänkt 2001. |
| M/S Kungsholm         | 1966  | 1966–1975        | Kryssningsfartyg             | 26 677 GRT            | Skrotad 2017 |
| M/S Lindblad Explorer | 1969  | 1972–1980        | Expeditions-kryssningsfartyg | 2 480 GRT             | Sänkt 2007. |

### Fraktfartyg
| Fartyg                  | Byggt | Varv                | I tjänst  | Typ             | Dödvikt | Notering |
| ----------------------- | ----- | ------------------- | --------- | --------------- | ------- | --- |
| Fredriksholm            | 1890  | Dundee              | 1917-1919 | Ångfartyg       |         | Minsprängd 1919 i Kattegatt. |
| Korsholm                | 1925  | Götaverken          | 1925-1928 | Motorfartyg     | 5170    | Överförd 1928 från Svenska Amerika Mexiko Linien. Sänktes 1942 av tysk ubåt utanför Floridas kust.                                                                 |
| Braheholm [I]           | 1920  | Vancouver           | 1946-1950 | Ångfartyg       | 8674    | Genom fusion 1946 från Svenska Amerika Mexiko Linien. Ankom 1959 Italien för upphuggning.                                                                          |
| Ragnhildsholm           | 1929  | Eriksberg           | 1946-1952 | Motorfartyg     | 5155    | Genom fusion 1946 från Svenska Amerika Mexiko Linien. Såld 1952 till Stockholm. Ankom 1970 Taiwan för upphuggning.                                                 |
| Vasaholm [I]            | 1930  | Götaverken          | 1946-1954 | Motorfartyg     | 7345    | Genom fusion 1946 från Svenska Amerika Mexiko Linien. Såld 1954 till Jonstorp. Ankom 1973 Turkiet för Upphuggning.                                                 |
| Svaneholm [I]           | 1930  | Eriksberg           | 1946-1954 | Motorfartyg     | 5065    | Genom fusion 1946 från Svenska Amerika Mexiko Linien. Såld 1954 till Jonstorp. Ankom 1972 Grekland för Upphuggning.                                                |
| Tunaholm                | 1938  | Götaverken          | 1946-1963 | Motorfartyg     | 5975    | Genom fusion 1946 från Svenska Amerika Mexiko Linien. Såld 1963 till Grekland. Ankom 1972 Kina för upphuggning.                                                    |
| Stegeholm               | 1939  | Lindholmen          | 1946-1962 | Motorfartyg     | 7010    | Genom fusion 1946 från Svenska Amerika Mexiko Linien. Såld 1962 till Svenska Orient Linien. Ankom 1978 Pakistan för upphuggning.                                   |
| Danaholm                | 1939  | Helsingør           | 1946-1963 | Motorfartyg     | 5935    | Genom fusion 1946 från Svenska Amerika Mexiko Linien. Såld 1963 till Grekland. Ankom 1972 Turkiet för upphuggning.                                                 |
| Laholm                  | 1942  | Aalborg             | 1946-1960 | Motorfartyg     | 2900    | Genom fusion 1946 från Svenska Amerika Mexiko Linien. Såld 1960 till Göteborg. Ankom 1978 Grekland för upphuggning.                                                |
| Tidaholm                | 1943  | Eriksberg           | 1946-1967 | Motorfartyg     | 6420    | Genom fusion 1946 från Svenska Amerika Mexiko Linien. Såld 1967 till Grekland. Ankom 1978 Pakistan för upphuggning.                                                |
| Krageholm               | 1943  | Kockums             | 1946-1967 | Motorfartyg     | 6390    | Genom fusion 1946 från Svenska Amerika Mexiko Linien. Såld 1967 till Grekland. Sänkt 1971 utanför Dakar efter haveri.                                              |
| Vretaholm [I]           | 1943  | Götaverken          | 1946-1960 | Motorfartyg     | 7460    | Genom fusion 1946 från Svenska Amerika Mexiko Linien. Såld 1960 till Göteborg. Ankom 1974 Kina för upphuggning.                                                    |
| Sparreholm [II]         | 1944  | Kockums             | 1946-1967 | Motorfartyg     | 6350    | Genom fusion 1946 från Svenska Amerika Mexiko Linien. Såld 1967 till Panama. Ankom 1974 till Italien för upphuggning.                                              |
| Uddeholm [II]           | 1945  | Eriksberg           | 1946-1963 | Motorfartyg     | 7750    | Genom fusion 1946 från Svenska Amerika Mexiko Linien. Såld 1963 till Mariehamn. Blev 1974 vrak utanför Somalias kust efter haveri.                                 |
| Rydboholm [II]          | 1946  | Götaverken          | 1946-1963 | Motorfartyg     | 7620    | Genom fusion 1946 från Svenska Amerika Mexiko Linien. Såld 1963 till Mariehamn. Ankom 1978 Grekland för upphuggning.                                               |
| Trolleholm [II]         | 1946  | Eriksberg           | 1946-1962 | Motortankfartyg | 7450    | Genom fusion 1946 från Svenska Amerika Mexiko Linien. Såld 1962 till Svenska Orient Linien. Ankom 1965 Belgien för upphuggning.                                    |
| Marieholm [II]          | 1947  | Eriksberg           | 1947-1958 | Motortankfartyg | 18475   | Såld 1958 till Mariehamn. Ankom 1974 Jugoslavien för upphuggning.                                                                                                  |
| Torsholm                | 1950  | Landskrona          | 1950-1967 | Motorfartyg     | 3625    | Strandade 1967 söder om Utö och blev vrak. |
| Borgholm [II]           | 1951  | Landskrona          | 1951-1967 | Motorfartyg     | 3600    | Såld 1967 till Grekland. Sänkt 1978 efter haveri utanför Kuwait.                                                                                                   |
| Braheholm [II]          | 1951  | Eriksberg           | 1951-1967 | Motorfartyg     | 6170    | Såld 1967 till Liberia. Ankom 1984 Taiwan för upphuggning. |
| Ryholm / Carlsholm [II] | 1951  | Landskrona          | 1951-1967 | Motorfartyg     | 3625    | Omdöpt 1957 till Carlsholm efter haveri. Dödvikt ändrad genom ombyggnad 1960 till 3625 ton. Såld 1967 till Grekland. Anlände 1972 till Spanien för upphuggning.    |
| Erholm                  | 1945  | Aalborg             | 1951-1960 | Motorfartyg     | 2890    | F.d. Erland. Överförd 1951 från Svenska Orient Linien. Såld 1960 till Göteborg. Ankom 1960 till Pakistan för upphuggning.                                          |
| Maltesholm              | 1951  | Eriksberg           | 1951-1969 | Motorfartyg     | 7425    | Såld 1969 till Göteborg. Sjönk 1981 efter haveri i Fjärran Östern.                                                                                                 |
| Vibyholm                | 1951  | Eriksberg           | 1951-1969 | Motorfartyg     | 6170    | Såld 1969 till Grekland. Anlände 1977 till Luanda. |
| Vasaholm [II]           | 1955  | Eriksberg           | 1955-1971 | Motorfartyg     | 9350    | Såld 1971 till Göteborg. Övergavs 1979 i Sydatlanten efter haveri och blev vrak.                                                                                   |
| Vaxholm                 | 1956  | Lübeck              | 1956-1967 | Motorfartyg     | 3175    | Såld 1967 till Taiwan. |
| Stureholm [II]          | 1957  | Weser, Västtyskland | 1959-1970 | Motorfartyg     | 9520    | Byggt som skolfartyg för Ångfartygs AB Tirfing. Överfört 1957 till SAL. Överfört 1970 till Svenska Ostasiatiska Kompaniet. Ankom 1979 till Taiwan för upphuggning. |
| Kronoholm               | 1958  | Eriksberg           | 1958-1967 | Motorfartyg     | 25500   | Såld 1967 till Grekland. Ankom 1984 Spanien för upphuggning. |
| Svaneholm [II]          | 1960  | Wärtsilä            | 1960-1978 | Motorfartyg     | 11080   | Ankom 1984 Indien för upphuggning. |
| Odensholm [II]          | 1962  | Wärtsilä            | 1962-1972 | Motorfartyg     | 7800    | Såld 1972 till Kina. Ankom 1991 till Bangladesh för upphuggning.                                                                                                   |
| Vretaholm [II]          | 1962  | Wärtsilä            | 1962-1971 | Motorfartyg     | 7800    | Såld 1971 till Kina. Upphuggen 1994. |
| Blankaholm [II]         | 1962  | Wärtsilä            | 1962-1967 | Motorfartyg     | 7800    | Överförd 1967 till AB Svenska Atlant Linjen. Upphuggen 1997. |
| Sagaholm                | 1963  | Wärtsilä            | 1963-1972 | Motorfartyg     | 7800    | Överförd 1972 till Svenska Orient Linien. Struken ur registren 2005.                                                                                               |
| Marieholm [III]         | 1963  | Eriksberg           | 1963-1966 | Motorfartyg     | 11600   | Utchartrad 1966. Såld 1967 till Göteborg. Ankom 1985 Kina för upphuggning.                                                                                         |
| Atlantic Saga           | 1967  | Öresundsvarvet      | 1967-1986 | Containerfartyg | 17374   | I trafik för Atlantic Container Line. Såld 1986 till Swedish Liners, Göteborg. Ankom 1987 till Taiwan för upphuggning.                                             |
| Mount Royal             | 1972  | Wärtsilä            | 1972-1978 | Containerfartyg | 5852    | I trafik 1972 för Care Lines. Utchartrad 1978-1984. Såld 1985 till Singapore. Ankom 2004 till Indien för upphuggning.                                              |

Källor